# Adolfo Aurelio Gaffoglio
Adolfo Aurelio Gaffoglio fue un  oficial argentino de la Armada Argentina que participó de la Guerra de las Malvinas de 1982 en el Teatro de Operaciones del Atlántico Sur. Se destacó por ser el primer y único jefe del Apostadero Naval Malvinas.

## Biografía

### Origen e inicios

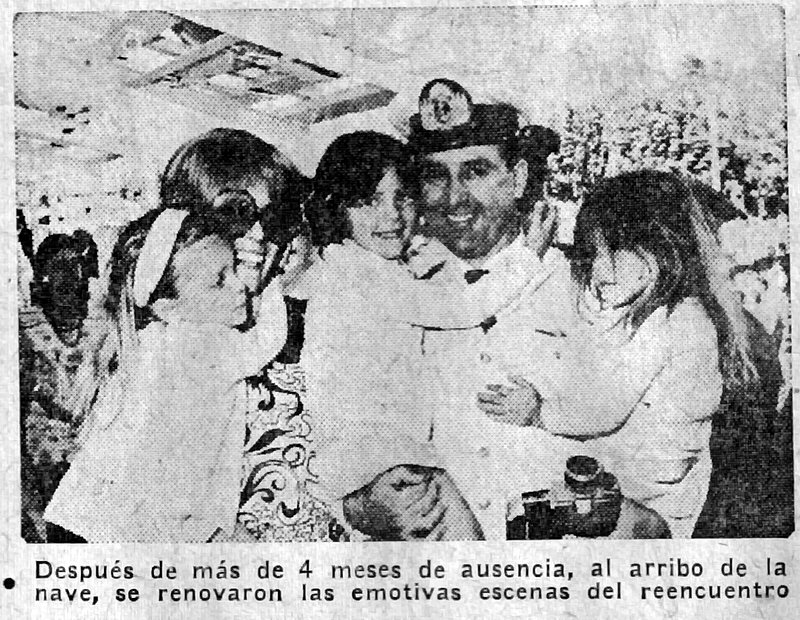
Foto de Adolfo A. Gaffoglio al final de la campaña antártica 70/71. Diario La Razón del 17 de marzo de 1971.

Adolfo Aurelio Gaffoglio nació el 22 de octubre de 1933 en Zárate, provincia de Buenos Aires. Ingresó a la Armada Argentina en 1952 integrando la Promoción 84 de la Escuela Naval Militar.
Tras egresar de la Escuela Naval con el cuarto mejor promedio de su promoción, desarrolló la carrera de Oficial de Marina, Cuerpo Comando Naval, en la Armada Argentina; prestando servicios en portaviones, fragatas, destructores, patrulleros, barreminas, submarinos, rompehielos y en la Fragata Libertad. 
Entre otras misiones, realizó la Campaña Antártica 1970/71, en la cual el grupo naval formado por el rompehielos ARA General San Martín, el transporte ARA Bahía Aguirre y el aviso ARA Comandante General Zapiola, navegó un total de 43.000 millas. 
Entre diciembre de 1975 y enero de 1977 fue comandante del barreminas ARA Río Negro. Se especializó en armas submarinas, y ya como submarinista, asumió el cargo de segundo comandante del submarino ARA Santa Fe.

### Guerra de Malvinas

#### Recuperación del archipiélago

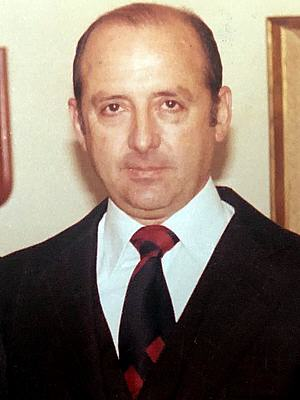
Foto de Adolfo A. Gaffoglio en Puerto Argentino (1981).

Tras dejar su puesto de Jefe del Estado Mayor del Área Naval Fluvial, a partir de 1980 ejerció el cargo de "Representante del Servicio de Transportes Navales ante el gobierno de ocupación de las Islas Malvinas".
En cumplimiento de sus funciones, desde 1980 a 1982 realizó innumerables viajes al archipiélago; lo que le permitió familiarizárse con la geografía malvinense, tratar con los funcionarios coloniales británicos y relacionarse con la reducida población isleña; llegando a ser el marino argentino que mejor conocía las Islas Malvinas en ese tiempo.
La experiencia que adquirió en esos tres años, junto a las fotografías, mapas y demás informaciones que reunió en ese lapso, fueron de gran utilidad para que Gaffoglio colaborase en la planificación de la operación anfibia que recuperaría las islas Malvinas para la Argentina, tras la invasion británica de 1833. 
Por tal motivo, participó en la Operación Rosario, integrando el contingente de fuerzas argentinas que desembarcó en la capital de las Malvinas el día 2 de abril de 1982, desalojando a las autoridades coloniales y reestableciendo la soberanía argentina sobre las islas.

#### Actuación durante la guerra

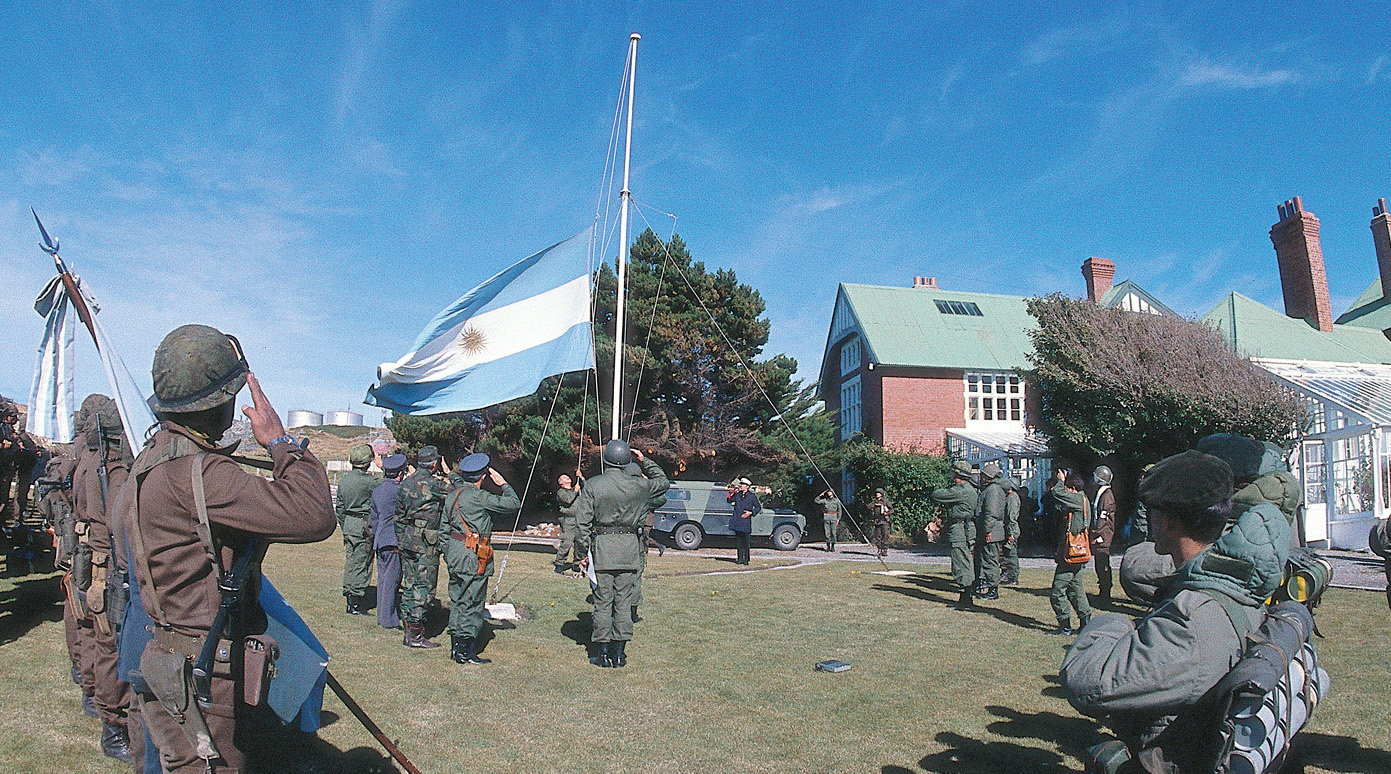
Izado de la bandera argentina tras la recuperación de las islas Malvinas.

En esas circunstancias, con el grado de capitán de fragata, fue designado "Jefe del Apostadero Naval Malvinas" el 2 de abril de 1982, constituyéndose así en el primer comandante naval argentino en las Malvinas después de José María Pinedo en 1833.
Contando inicialmente con unas decenas de hombres, Gaffoglio debió crear una base absolutamente de la nada, pues la unidad no tenía existencia ni organización previa al conflicto, resultando ser la primera repartición naval argentina en el archipiélago.
Con la evolución de los hechos, que llevarían a un conflicto bélico en gran escala, el personal del Apostadero crecería hasta unos 200 efectivos, y su campo de actividades aumentaría notablemente. 
A lo largo de la guerra, el Apostadero fue la base fundamental del componente naval en Malvinas, y las actividades de los hombres de Gaffoglio marcaron hitos en la historia de la fuerza, como la primera acción bélica de fondeo de minas navales activadas en la historia de la Armada Argentina o la colaboración en el primer lanzamiento de misiles Exocet MM-38 en acciones de combate de dicha institución.
Asimismo, parte de sus hombres conformaron una sección de marinería que defendió la península Camber y rechazó un intento de desembarco británico, mientras que otros integrantes protagonizaron algunos combates aeronavales en los buques a los que fueron destinados temporalmente.

#### Epílogo del conflicto

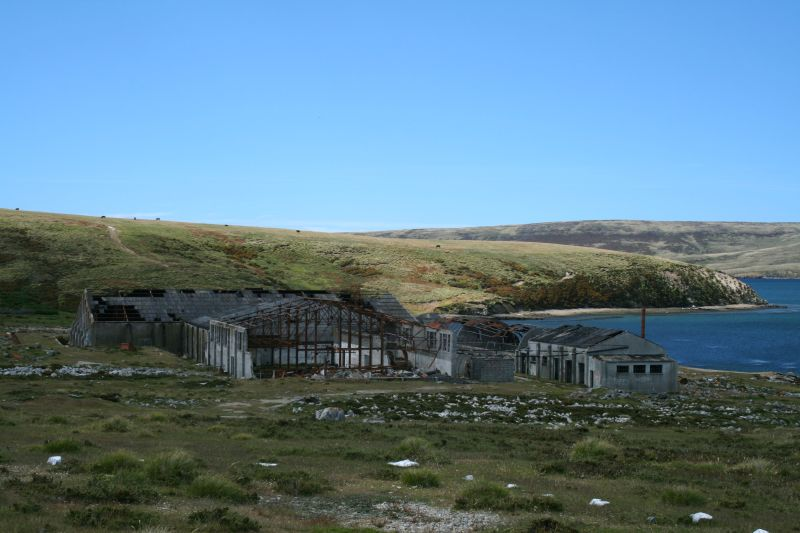
Restos del frigorífico de Bahía Ajax donde Gaffoglio estuvo cautivo en 1982.

Tras la caída de Puerto Argentino, el día 16 de junio de 1982 Gaffoglio fue separado de sus hombres por los militares británicos, quienes lo enviaron a un húmedo frigorífico abandonado de Bahía Ajax, frente al asentamiento de San Carlos, en calidad de prisionero de guerra. Allí padeció un penoso cautiverio, en el que estuvo subalimentado y fue perdiendo su salud. 
El 30 de junio fue trasladado al buque británico St. Edmund, también en calidad de prisionero, hasta el 14 de julio de 1982 en que fue desembarcado en Puerto Madryn.
Con posterioridad al Conflicto del Atlántico Sur, propuso a sus superiores que se distinga a varios integrantes del Apostadero
Naval Malvinas, exponiendo las causas que así lo justificarían.

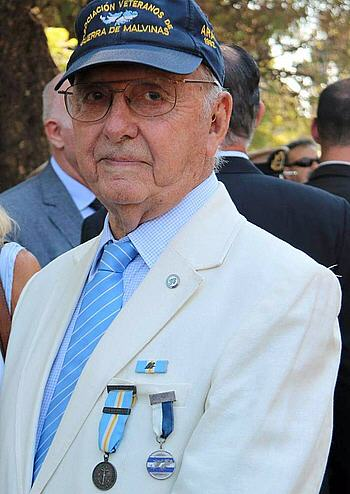
Adolfo A. Gaffoglio en el Monumento a los caídos en Malvinas - 2 de abril de 2019.

Finalmente, en el año 1983 Gaffoglio se retiró de la Armada con el grado de capitán de fragata VGM (Veterano de la Guerra de las Malvinas), habiendo sido acreedor a la medalla "El Honorable Congreso de la Nación a los Combatientes" (Ley 23.118) y a la Medalla Operaciones en Combate de la Armada Argentina.

### Fallecimiento
El 16 de octubre de 2021, el VGM Adolfo Aurelio Gaffoglio falleció en la ciudad de Buenos Aires, producto de una súbita descompensación cardíaca. 
Sus restos fueron inhumados el día 19 de octubre en el cementerio de la Recoleta, con la correspondiente rendición de honores militares completos por parte de la Armada Argentina.
En la ocasión, Gaffoglio recibió elogios póstumos por parte del CN (r) Alberto Toso Le Bretón, representando a la Promoción 84 de la Escuela Naval Militar; del CF VGM Jorge A. Nicastro, representando al Jefe del Estado Mayor General de la Armada; y del Ing. VGM Daniel G. Gionco, representando a la dotación del Apostadero Naval Malvinas.

## Actividad académica
Fue profesor de minado y armas submarinas en la Escuela Politécnica y Escuela de Guerra Naval y profesor en la Escuela de Guerra de Ejército. 
Ha sido Licenciado en Relaciones Internacionales por la Universidad del Salvador. Asimismo, cursó el doctorado en Ciencias Políticas.

## Publicaciones
- Relato del capitán de fragata Adolfo Aurelio Gaffoglio en Operación Rosario. Compilador: Carlos A. Büsser (Edit. Atlántida - Buenos Aires, 1984 - ISBN 950-08-0324-0), que describe la situación en las Malvinas en 1982 y relata su participación en la reconquista del archipiélago.

- "Allá lejos y en Malvinas" por el capitán de fragata Adolfo Aurelio Gaffoglio. Revista Guardacostas Nº 50, páginas 12 a 16. Buenos Aires, junio de 1983